# 93
93（九十三、きゅうじゅうさん、ここのそじあまりみつ）は自然数、また整数において、92の次で94の前の数である。

## 性質
- 93 は合成数であり、正の約数は 1, 3, 31, 93 である。
  - 約数の和は128。
    - 約数の和が2の累乗数になる6番目の数である。1つ前は31、次は127。
- 32番目の半素数である。1つ前は91、次は94。
  - 93, 94, 95と半素数が3連続する3番目の数である。1つ前は85、次は121。
  - 約数の個数が3連続で同じになる3番目の数である。1つ前は85、次は141。
- 93 × 15 = 9 × 31 × 5 = 1395
- 1/93 = 0.010752688172043… (下線部は循環節で長さは15)
  - 逆数が循環小数になる数で循環節が15になる3番目の数である。1つ前は62、次は124。
- 約数の和が93になる数は1個ある。(50) 約数の和1個で表せる25番目の数である。1つ前は91、次は102。
  - 約数の和が奇数になる11番目の数である。1つ前は91、次は121。
- 各位の和が12になる7番目の数である。1つ前は84、次は129。
- 93 = 22 + 52 + 82
  - 3つの平方数の和1通りで表せる42番目の数である。1つ前は91、次は96。(オンライン整数列大辞典の数列 A025321)
  - 異なる3つの平方数の和1通りで表せる28番目の数である。1つ前は91、次は104。(オンライン整数列大辞典の数列 A025339)
  - n = 2 のときの 2n + 5n + 8n の値とみたとき1つ前は15、次は645。(オンライン整数列大辞典の数列 A074539)
- n = 3 のときの n2 と n を並べてできる数である。1つ前は42、次は164。(オンライン整数列大辞典の数列 A055436)
- 93 = 172 − 196
  - n = 17 のときの n2 − 142 の値とみたとき1つ前は60、次は128。(オンライン整数列大辞典の数列 A132770)

## その他 93 に関連すること
- 原子番号 93 の元素はネプツニウム (Np)。
- アメリカ同時多発テロ事件の飛行機ジャック（ユナイテッド航空93便テロ事件）をテーマにした映画「ユナイテッド93」。
- 第93代天皇は後伏見天皇である。
- 大麻を示す隠語。大麻 = 草 = 93。
- クルアーンにおける第93番目のスーラは朝である。
- 93 (セレマ)
- 日本の第93代内閣総理大臣は鳩山由紀夫である。
- 第93代ローマ教皇はパウルス1世（在位：757年5月29日～767年6月28日）である。
- 九三は9月3日のことで、中国ではこの日を対日戦勝記念日としていて、いまだたくさんの「九三街」や「九三小学」がある。
- 年始から数えて93日目は4月3日、閏年では4月2日。
- 世界で初めての酸素魚雷は、93式酸素魚雷。
- 「グミ」の語呂合わせと掛けているのもの→グミ (曖昧さ回避)
- 93 はアフガニスタン (AFG) の国際電話 国番号。